# Binsenblättrige Segge
Die Binsenblättrige Segge (Carex maritima), auch Einwärtsgebogene Segge genannt, ist eine Pflanzenart aus der Gattung der Seggen (Carex) innerhalb der Familie der Sauergrasgewächse (Cyperaceae).

## Beschreibung

### Vegetative Merkmale
Die Binsenblättrige Segge ist eine ausdauernde krautige Pflanze, die nur Wuchshöhen von 2 bis 18 Zentimetern erreicht. Sie hat ein langes und unterirdisch kriechendes Rhizom. Die Stängel sind meist seitlich gebogen und sind bei einem Durchmesser von bis zu 2 Millimetern stielrund oder undeutlich dreikantig. Die Blattspreiten sind steif und binsenförmig und meist erheblich länger als der Stängel und nur 1 bis 2 Millimeter breit.

### Generative Merkmale
Die Blütezeit reicht von Juli bis August. Der blass-rotbraune köpfchenförmige Blütenstand ist bei einer Länge von 5 bis 18 Millimetern sowie einer Breite von 5 bis 13 Millimetern kugelig oder dreieckig und enthält drei bis fünf Ährchen. Die Spelzen der weiblichen Blüten sind braun, stachelspitzig, am Rand weißhäutig und haben einen grünen Mittelnerv. Die Spelzen der männlichen Blüten sind schmaler und mehr spitzig. Die Schläuche sind bei einer Länge von etwa 3,5 Millimetern eiförmig mit zugespitztem oberen Ende, plankonvex, mit einem glatten, schief abgeschnittenen Schnabel und zuerst gelb-braun und reif schwarz-braun. Die weiblichen Blüten besitzen zwei Narben.
Die Frucht ist verkehrt-eiförmig, linsenförmig abgeflacht und glänzend.
Die Chromosomenzahl beträgt 2n = 60.

## Vorkommen
Ihr Verbreitungsgebiet reicht von Nordeuropa und Nordafrika bis Sibirien und Nordostasien, nach Grönland und Nordamerika. In Europa gibt es Fundorte in Frankreich, Italien, der Schweiz, in Österreich, Großbritannien, Dänemark, Norwegen, Schweden, Spitzbergen und im nordwestlichen Russland.  In Finnland ist Carex maritima ausgestorben.
In Mitteleuropa ist die Binsenblättrige Segge ein auf die Hochalpen in Höhenlagen von 1200 bis 2900 Metern beschränktes Eiszeitrelikt, nur selten steigt sie bis 700 Meter herab (Inn bei Zams). Sie ist meist selten und fehlt in Deutschland. Bis ins 19. Jahrhundert kam die Binsenblättrige Segge in Dänemark auf einigen Nordseeinseln und auf Jütland vor.
Die Binsenblättrige Segge gedeiht auf sandigen, neutralen bis schwach sauren Urgesteinsböden, auf Gletschermoränen, im Bachschotter und an Felsen. Sie ist eine Charakterart des Caricetum maritima aus dem Verband Caricion bicoloris-atrofuscae.
Die ökologischen Zeigerwerte nach Landolt et al. 2010 sind in der Schweiz: Feuchtezahl F = 4fw+ (sehr feucht, stark wechselnd, im Bereich von fließendem Bodenwasser), Lichtzahl L = 5 (sehr hell), Reaktionszahl R = 3 (schwach sauer bis neutral), Temperaturzahl T = 1+ (unter-alpin, supra-subalpin und ober-subalpin), Nährstoffzahl N = 1 (sehr nährstoffarm), Kontinentalitätszahl K = 3 (subozeanisch bis subkontinental).

## Taxonomie
Die Erstveröffentlichung von Carex maritima erfolgte 1772 durch Johan Ernst Gunnerus in Flora Norvegica ..., Band 2, S. 131. Das Artepitheton maritima heißt "maritim" und bezieht sich auf Vorkommen in Meeresnähe, wie sie im hohen Norden möglich sind. Synonyme für Carex maritima Gunn. sind: Carex incurva Lightf., Carex juncifolia All., Carex banata Sm., Carex melanocystis É.Desv., Carex psammogaea Steud., Carex misera Phil. nom. illeg., Carex stenophylla L.Thienem. ex Boott nom. illeg., Carex oligantha Phil. nom. illeg., Carex melanocystis var. misera Kük., Carex bucculenta V.I.Krecz., Carex camptotropa V.I.Krecz., Carex jucunda V.I.Krecz., Carex orthocaula V.I.Krecz., Carex psychroluta V.I.Krecz., Carex setina (Christ) V.I.Krecz., Carex transmarina V.I.Krecz., Carex amphilogos K.Koch.